# Parque nacional de Mudumalai
El parque nacional y santuario de la vida salvaje de Mudumalai es un parque nacional de la India, en el estado de Tamil Nadu. También está declarado una reserva del tigre. Queda en la parte noroeste de las montañas Nilgiri (Blue Mountains), en el distrito de Nilgiris alrededor de 150 km al noroeste de Coimbatore en la región de Kongu Nadu. Comparte sus límites con los estados de Karnataka y Kerala. El santuario está dividido en cinco cadenas montañosas: Masinagudi, Thepakadu, Mudumalai, Kargudi y Nellakota.
El área protegida es el hogar de varias especies en peligro y vulnerables incluyendo el elefante indio, el tigre de Bengala, el gaur y el leopardo indio. Hay al menos 266 especies de aves en el santuario, incluyendo dos buitres en situación crítica: el dorsiblanco bengalí y el picofino.
El subgrupo de los Nilgiri, dentro de los Ghats Occidentales, de 6.000 kilómetros cuadrados, incluyendo todo el parque nacional de Mudumalai, está siendo considerada por el Comité del Patrimonio Mundial de la UNESCO como candidata a lugar Patrimonio de la Humanidad.

## Flora
Hay tres tipos principales de bosque en el santuario: pluvisilva tropical en el Benne Block occidental, donde la lluvia es mayor que en otros bloques; bosque caducifolio seco tropical en la mitad y bosque de arbustos espinosos árido tropical meridional en el este. 
Además, hay zonas aisladas de bosque semi-perenne tropical en la parte sudoeste y occidental de Mudumalai. La pluviosidad anual allí excede de los 2.000 mm. Especies de árboles en este hábitat incluyen Casseria ovoides, Litsea mysorensis, Cinnamomum malabatrum y Olea dioica. Entre las trepadoras, se pueden encontrar en estos bosques semi-perennes Dregea volubilis, Gnetum ula y Entada scandens.
Matorrales densos y húmedos de bambú se encuentran en medio de los bosques tanto áridos como húmedos caducifolios y semi-perennes, y a lo largo de los bordes de los ríos y en zonas pantanosas. Hay dos especies de bambú en Mudumalai, los bambúes colgantes gigantes: bambú gigante (Bambusa arundinacea) y bambú de hierro (Dendrocalamus strictus). Los elefantes y los gaúres se alimentan de ambas especies de bambú. En todo tipo de bosques hay una franja verde de vegetación de ribera a lo largo de las orillas de las corrientes de agua, tanto las estacionalmente secas como las perennes. Este tipo de bosque permanece verde en todas las estaciones. Las especies vegetales que se encuentran aquí incluyen: Mangifera indica, Pongamia glabra, Terminalia arjuna, Syzygium cumini, Dalbergia latifolia y los bambúes. Mamíferos grandes como el elefante, el gaur, el sambar o el tigre, usan las franjas de bosques de ribera para alimentarse y descansar. 
Este santuario es el hogar de varias especies silvestres de plantas cultivadas incluyendo arroz salvaje, jengibre silvestre, cúrcuma, canela, Solanum, guayaba, mango y pimienta que actúan como una reserva de acervo genético para las plantas cultivadas. En algunos lugares se encuentran tipos mixtos de vegetación. Los árboles caducifolios tiran sus hojas verdes durante el verano, y adoptan un aspecto floral mientras la llegada de los monzones marca la llegada de los frutos y las hojas verdes tiernas.

## Fauna
Hay una gran diversidad de vida animal en el santuario con alrededor de 50 especies de peces, 21 especies de anfibios, 34 especies de reptiles, 227 especies de aves y 55 especies de mamíferos. 

### Mamíferos
La diversidad de mamíferos es mayor en los bosques espinosos áridos y en los caducifolios áridos que en los demás hábitats. Un 13% de todas las especies de mamíferos en la India se encuentran en el santuario de la vida salvaje de Mudumalai.
| Especie de mamíferos                       | En la India            | En Mudumalai      | Y su porcentaje en MWS |
| Orden                                      | # Especies en la India | # Especies en MWS | % En MWS               |
| ------------------------------------------ | ---------------------- | ----------------- | ---------------------- |
| Primates                                   | 15                     | 3                 | 20.00                  |
| Artiodáctilos (ciervo, gaur, cerdo)        | 34                     | 7                 | 20.50                  |
| Proboscídeos (elefante)                    | muchos                 | 29                | 100                    |
| Carnívoros (tigre, leopardo, oso perezoso) | 58                     | 19                | 32.70                  |
| Pholidota (animales mirmecófagos)          | 1                      | 1                 | 100                    |
| Lagomorfos (la liebre Lepus nigricollis)   | 11                     | 1                 | 9.09                   |
| Insectívoros (musaraña)                    | 3                      | 2                 | 66.66                  |
| Roedores (ratas, ardilla)                  | 102                    | 14                | 13.73                  |
| Quirópteros (murciélagos)                  | 113                    | 7                 | 6.19                   |

De 15 especies de felinos de la India, cuatro viven en Mudumalai: tigre de Bengala, leopardo indio, gato de la jungla y gato de Bengala. La reserva del tigre de Mudumalai tiene la mayor densidad de tigres del país. Por cada 8,67 km², hay ahora al menos un tigre en Mudumalai. Hay 44 a 80 tigres en el bosque de Mudumalai. La mayor población de tigres de la India (Mudumalai – Nagarhole – Wynad) incluye a los tigres de Mudumalai. Estos tigres son un recurso para poblar las partes septentrional y oriental de los Ghtas Occidentales. Esta población existe en alta densidad debido a la alta densidad de especies de presas que viven en los bosques caducifolios.
El leopardo indio (P. pardus fusca) (CA) se ve sobre todo en la zona de Kargudi. Otros carnívoros incluyen el dhole (Cuon alpinus) (V), la hiena rayada (Hyaena hyaena) (CA), el chacal dorado (Canis aureus) y el oso perezoso (Melursus ursinus) (V). La población de elefantes de la India, Elephas maximus indicus (E), en total varios cientos de animales. Tres primates se encuentran aquí incluyendo el langur gris (Semnopithecus priam) y el macaco coronado (Macaca radiata). Importantes presas para los tigres y las panteras son los ungulados incluyendo el gaur (Bos gaurus) (V), el sambar (Cervus unicolor) (VU), el chital (Axis axis), el muntíaco de la India (Muntiacus muntjak), el ciervo ratón de la India (Moschiola indica), y el jabalí (Sus scrofa), todos los cuales son comunes aquí. Entre los roedores están una subespecie de ardilla malabar, Ratufa indica maxima, y la ardilla voladora (Petaurista petaurista).

### Reptiles
Algunos reptiles que se encuentran aquí la pitón de la India, el lagarto volador Draco blanfordii, cobra de anteojos o cobra india, krait y víboras de foseta. El varano de Bengala es la especie que se observa con mayor regularidad. 

### Aves
El ocho por ciento de las especies de aves de la India se encuentran en el santuario de animales de Mudumalai. Entre las 227 especies de aves que se encuentran en Mudumalai, 110 especies son insectívoros, 62 son carnívoros, 23 especies son piscívoras, 12 especies son omnívoras y 20 especies son granívoras. 
Entre estas se incluyen una especie única, casi amenazada, el papamoscas rufinegro. Endemismos regionales incluyen el trogón malabar y el cálao gris malabar. Algunas raras aves de presa, como el águila-azor ventrirroja pueden verse ocasionalmente en este santuario. Otras aves de presa incluyen: águila-azor variable, águila culebrera chiíla, águila milana, abejero oriental, baza oriental, águila-azor perdiguera, azor moñudo, gavilán besra, cárabo ocelado y nínox pardo, así como varios minivets. 
Hay también:
También tiene la población aislada meridional del timalí goliestriado.